# So Much. Too Much.
So Much. Too Much è il sesto album in studio del gruppo musicale italiano Destrage, pubblicato il 16 settembre 2022 dalla 3DOT Recordings.

## Tracce
Testi e musiche di Destrage, eccetto dove indicato.
1. A Commercial Break That Lasts Forever – 4:04
2. Everything Sucks and I Think I'm a Big Part of It – 4:18
3. Venice Has Sunk – 5:12
4. Italian Boi – 4:24
5. Private Party (featuring Devin Townsend) – 4:00
6. Sometimes I Forget What I Was About To – 1:40
7. An Imposter – 3:58
8. Is It Still Today? – 4:17
9. Vasoline – 2:38 (testo: Scott Weiland – musica: Dean DeLeo, Robert DeLeo, Stone Temple Pilots) – originariamente interpretata dagli Stone Temple Pilots
10. Rimashi – 1:54
11. Unisex Unibrow – 2:40
12. Everything Sucks Less – 3:34

## Formazione
Hanno partecipato alle registrazioni secondo le note di copertina:
Gruppo
- Paolo Colavolpe – voce
- Matteo Di Gioia – chitarra elettrica, basso, pianoforte (traccia 3), voce aggiuntiva (tracce 3-4 e 12)
- Ralph Salati – chitarra elettrica, basso
- Federico Paulovich – batteria, percussioni (traccia 5)

Altri musicisti
- Gabriel Pignata – basso
- Matteo "Ciube" Tabacco – basso
- Federico Malaman – basso (traccia 3)
- Chris "Hot Dust" Costa – sintetizzatore analogico (traccia 3)
- Christian Gramaglia – sound design (traccia 4)
- Devin Townsend – voce aggiuntiva (traccia 5)

Produzione
- Matteo "Ciube" Tabacco – produzione
- Pino Laudadio – registrazione e ingegneria batteria
- Laresen Premoli – accordatura, ingegneria e montaggio batteria
- Christian Gramaglia – ingegneria parti vocali aggiuntive
- Will Putney – missaggio, mastering
- Luca "Wist" Ferrario – artwork